# Julija Managarova
Julija Managarova (russisk: Юлия Анатольевна Манагарова tr. Julija Anatatoljevna Managarova ; født 27 september 1988 i Dnipropetrovsk, Ukraine) er en russisk kvindelig håndboldspiller som spiller for Rostov-Don og for det Ruslands kvindehåndboldlandshold. Hun skiftede statsborgerskab fra ukrainsk til russisk i 2014.

## Karriere

### Klubhold
Hun begyndte sin professionelle håndboldkarriere i 2003, med den ukrainske klub HK Sparta, som hun vandt det ukrainske mesterskab i sæsonerne 2008/09, 2009/10 og 2010/11. 2011 blev også hendes sidste år i Ukraine, får hun skiftede til den rumænske storklub CS Oltchim Râmnicu Vâlcea. Managarova stoppede i Oltchim i 2013, hvor hun havde vundet tre mesterskaber og nåede semifinalerne i EHF Champions League, to gange. Derefter skiftede hun til en anden europæisk storklub, i russiske Rostov-on-Don. Med Rostov-Don har hun indtil videre vundet det russiske mesterskab, fire gange, i 2015, 2017, 2018 og 2019, den russiske pokalturnering i 2015, 2016, 2017, 2018, 2019 og EHF Cup i 2017. I 2018 kom hun på Champions League All-Star holdet, som bedste højre fløj.

### Landshold
Managarova nåede at spille 65 internationale landskampe for det ukrainske håndboldlandshold og scoret 225 mål. Hun har optrådt for Ruslands kvindehåndboldlandshold, siden sommeren 2017. Med Rusland, har hun indtil videre vundet sølv ved EM i Frankrig 2018 og bronze ved VM i Japan 2019.
Hun var også med til at vinde OL-sølv i håndbold for Rusland ved Sommer-OL 2020 i Tokyo, efter finalenederlag til Frankrig med cifrene 25–30.

## Meritter

### Internationale meritter

#### Rostov-Don
- EHF Champions League
  - Finalist: 2019

#### CS Oltchim Râmnicu Vâlcea
- EHF Champions League
  - Semifinalist: 2012, 2013

#### Landshold
- Verdensmesterskabt
  - Bronze: 2019
- Europamesterskabet
  - Sølv: 2018